# Иван Джамбазов
Иван Евтимов Джамбазов е български актьор.

## Ранен живот
Роден е на 7 септември 1932 г. в София, в квартал „Красно село“. Семейството му по бащина линия е от Македония.
Като младеж играе футбол и е в юношеския състав на „Левски“, тренира и волейбол, рисува, свири на мандолина и участва в самодеен театър. През 1951 г. кандидатства в Държавното висше театрално училище (ВИТИЗ „Кръстьо Сарафов“) и в Националната спортна академия. Приет е и на двете места, но избира ВИТИЗ, където завършва специалност „Актьорско майсторство“ в класа на професор Боян Дановски през 1955 г.

## Кариера
По разпределение играе две години в Драматичния театър „Стефан Киров“ в Сливен (1955 – 1957). След това е в Сатиричния театър „Алеко Константинов“ (1957 – 1966), а после, до пенсионирането си – в Младежкия театър „Николай Бинев“.
Джамбазов има много роли в театъра и киното, участва и в телевизионни постановки, комедийни скечове и рецитали. Една от първите му роли е в „Любимец 13“, a една от последните му е в „Корави старчета“.
Озвучава повече от хиляда дублажа на чуждестранни игрални, документални, анимационни и телевизионни филми за БНТ. Най-известната му роля в дублажа е тази на д-р Сова в сериала „Болница на края на града“.
Като глас участва във филмите, издавани и дублирани в България от Мулти Видео Център, Брайт Айдиас, Тандем Видео и Александра Аудио. Джамбазов озвучава Батман в дублажа на „Батман: Анимационният сериал“ за БНТ, правейки го един от първите актьори, които са озвучили героя в България. През 1999 г. дублира Блуто в 17 филмчета от поредицата видеокасети „Попай моряка“, издадени от Проксима Видео.
Джамбазов за кратко работи като режисьор на дублажи в Мулти Видео Център.
Член е на Съюза на българските филмови дейци (СБФД) и САБ.
| Актьор           | Заглавия | Роли                                                      |
| ---------------- | --- | --------------------------------------------------------- |
| Дабни Коулман    | Голямото междучасие Ваканцията: Строго забранена | Директор Питър Прикли                                     |
| Джаксън Бек      | Големият лош Синдбад Древна история Чистачът на плодове (Чистачът на подове) 20-годишен юбилей на Попай Такси Страх от финала Попай детектив Сготвено с шеги Попай президент Да се бием навън Насилие и ласкателство Говорите ли? Не ме е страх Теглене Почти венчани Кристална свада Обяд на открито | Блуто Иконом Блуто                                        |
| Майкъл Айрънсайд | Танц в окови Шотландски боец 2 (дублаж на БНТ) | Джей Ти Блейк Генерал Катана                              |
| Шон Конъри       | Шотландски боец 2 (дублаж на БНТ) Робин Худ: Принцът на разбойниците (дублаж на Брайт Айдиас) | Хуан Санчес Вила-Лобос Рамирес Крал Ричард Лъвското сърце |

## Смърт
Иван Джамбазов умира на 90 години на 17 март 2023 г.

## Награди и отличия
- Заслужил артист (1985).
- Орден „„Кирил и Методий““ II ст. (1966).
- Орден „„Кирил и Методий““ I ст. (1989).
- Златна значка на САБ (1971).
- Награда за мъжка роля (следователят) от пиесата „Прокурорът“ на прегледа на българската драма и театър.

## Театрални роли
- „Иванко“ (Васил Друмев) – Иванко
- „Иванов“ (А. П. Чехов) – Иванов
- „Чичовци“ (Иван Вазов) – даскал Гатю
- „Франк 5-и“ (Дюренмат) – Франк 5-и
- „Главата на Другите“ (Марсел Еме) – главна роля
- „Да отворим прозореца“ – Кирил
- „Прокурора“ (Георги Джагаров) – следовател / Награден от БГ Драма/
- „Обърни се с гняв назад“ (Джон Озбърн) – Клиф
- „Възрастната дъщеря на младия човек“ (Виктор Славкин) – Шат
- „Укротяване на опърничавата“ (Уилям Шекспир) – Грумио
- „Удържимият възход на Артуро Хи“ (Бертолт Брехт) – Ряг
- „Паганини на тромпет“ (1969) (Никола Русев)

## Телевизионен театър
- „Шепа скъпоценни камъни“ (1988) – Петко Славейков
- „Произшествие“ (1985) (Панчо Панчев)
- „Левски“ (1977) (от Васил Мирчовски, реж. Гертруда Луканова)
- „Черната стрела“ (1974) (Йордан Добрев)
- „Тънка нишка“ (1967) (Андрей Яковлев и Яков Наумов), 2 части
- „Полунощ след 5 минути“ (1966) (Ян Солович) - II милиционер
- „Един човек се завръща от миналото“ (1964) (Богомил Райнов)

## Радиотеатър
- „Тихото пристанище“ (1963) (Ст. Л. Костов)

Озвучавал е преводни филми, както и български актьори:
- Илия Добрев в „Демонът на империята“
- Стойчо Мазгалов в „Тримата от запаса“
- Апостол Карамитев в „Сватбите на Йоан Асен“
- Коста Цонев в „Сватбите на Йоан Асен“ и „Децата на капитан Грант“

## Филмография
| Година      | Филми и Сериали                                  | Серии  | Копродукции        | Роля                                                                     |
| ----------- | ------------------------------------------------ | ------ | ------------------ | ------------------------------------------------------------------------ |
| 2016        | Летовници                                        |        |                    | турист                                                                   |
| 2014        | На границата (тв сериал)                         | 6      |                    | Стаматов                                                                 |
| 2013        | Секс, лъжи и ТВ: 8 дни в седмицата (тв сериал)   | 24     |                    | дядо Стоян                                                               |
| 2011        | Столичани в повече (тв сериал)                   |        |                    | чичо Коста, възрастен мъж (в I епизод)                                   |
| 2011        | Корави старчета (тв)                             |        |                    |                                                                          |
| 2005        | Леден сън (тв)                                   |        |                    | генерал от армията                                                       |
| 2004        | Бягство на невинните („La fuga degli innocenti“) |        | Италия             | Тадеус                                                                   |
| 2004        | Легенда за белия глиган (тв)                     |        |                    | рибарят бай Ангел                                                        |
| 2003        | Резерват за розови пеликани (тв)                 |        |                    | рибарят бай Ангел                                                        |
| 2001        | Наблюдателя                                      |        |                    | продавачът                                                               |
| 2001        | Коледата е възможна                              |        |                    | дядо №2                                                                  |
| 1999        | Дунав мост (тв сериал)                           | 7      |                    | кръчмар                                                                  |
| 1995 – 2000 | Съботна история („L'histoire du samedi“)         | 82     | Франция            | Фреми (в „Пастьор, 5 години на ярост“)                                   |
| 1995        | Аз и сестричката ми Клара                        | 7      |                    | (в 5-а „Добри дела“)                                                     |
| 1993 – 1995 | Полицаи и престъпници (тв сериал)                | 3      |                    | Иван Златния, босът на едната банда (в „Трафик“)                         |
| 1993        | La Donna E Mobile                                |        |                    | продуцента                                                               |
| 1992        | Търг (тв)                                        |        |                    | бандита                                                                  |
| 1991-1992   | Любовниците                                      | 8      |                    | асфалтаджията (в 6-а: „Хоризонтален пейзаж“)                             |
| 1990        | Немирната птица любов                            |        |                    | бащата                                                                   |
| 1990        | Бащи и синове (тв сериал)                        | 5      |                    | д-р Филипов                                                              |
| 1989        | Разводи, разводи...                              | 6 нов. |                    | единият баща (в V новела „А сега към морето“                             |
| 1988        | Магия’82                                         |        |                    | Кольо                                                                    |
| 1987        | Нощни прозорци                                   |        |                    |                                                                          |
| 1987        | Петък вечер                                      |        |                    | съседът Дано                                                             |
| 1987        | Време за път (тв сериал)                         | 5      |                    | д-р Филипов                                                              |
| 1986        | Дом за нашите деца (тв сериал)                   | 5      |                    | д-р Филипов                                                              |
| 1986        | Ешелоните на смъртта                             |        |                    | бащата на Петрунка                                                       |
| 1986        | Страстна неделя                                  |        |                    | околийският                                                              |
| 1985        | Горещи следи (тв сериал)                         | 4      |                    | агента                                                                   |
| 1985        | Денят не си личи по заранта (тв сериал)          | 6      |                    | (в 2 серии: III, IV)                                                     |
| 1984        | Издирва се...                                    |        |                    | председателя на селския съвет                                            |
| 1984        | Вик за помощ                                     |        |                    | капитана                                                                 |
| 1983        | Равновесие                                       |        |                    | директорът на продукция                                                  |
| 1983        | Една одисея из Делиормана                        |        |                    | конен стражар                                                            |
| 1983        | Семейство Карастоянови („Карастояновы“)          | 4      | СССР/България      |                                                                          |
| 1983        | Човек не съм убивал                              |        |                    |                                                                          |
| 1982        | 24 часа дъжд                                     |        |                    | фелдфебелът                                                              |
| 1981        | Ударът                                           |        |                    | Драганов, министър от старото правителство                               |
| 1981        | Капитан Петко войвода (тв сериал)                | 12     |                    | Георги Костев                                                            |
| 1980        | Вярност                                          | 2      |                    | офицер                                                                   |
| 1980        | Уони                                             |        |                    |                                                                          |
| 1979        | Фильо и Макензен (тв сериал)                     | 7      |                    | Величко, разпоредителят в съда                                           |
| 1978        | По дирята на безследно изчезналите (тв сериал)   | 4      |                    |                                                                          |
| 1977        | Петимата от PMC (тв сериал)                      | 5      |                    | наставникът на ремсистите (в 1 серия: V)                                 |
| 1977        | Матриархат                                       |        |                    | Петко Петков                                                             |
| 1977        | Реквием за една мръсница (тв сериал)             | 2      |                    | Адамс (не е посочен в надписите на сериите)                              |
| 1976        | Земя без въздух                                  |        |                    | Спас Вучков                                                              |
| 1975        | Един наивник на средна възраст (тв сериал)       | 2      |                    |                                                                          |
| 1975        | Незабравимият ден                                |        |                    | Алдев                                                                    |
| 1975        | При никого                                       |        |                    | класния ръководоител                                                     |
| 1974        | Престъпление от любов                            |        | Италия             | портиера                                                                 |
| 1974        | Синята лампа (тв сериал)                         | 10     |                    | служителят на чуждестранната конкурентна фирма (във II с.: „Рожден ден“) |
| 1974        | Прилепите летят нощем                            |        |                    |                                                                          |
| 1973        | Очакване                                         |        |                    | шофьорът на Пешо                                                         |
| 1973        | Игрек 17                                         |        |                    | сътрудник на Игрек 17                                                    |
| 1972        | Голямата победа                                  |        |                    | австриеца Рихтер, рали-състезател                                        |
| 1972        | Момчето си отива                                 |        |                    |                                                                          |
| 1971        | Не се обръщай назад                              |        |                    | фелдфебелът                                                              |
| 1971        | Края на песента                                  |        |                    | помощник кмета                                                           |
| 1971        | Таралежите се раждат без бодли                   | 3 нов. |                    | Денди                                                                    |
| 1971        | Във влака                                        |        | ухажорът тимпанист |                                                                          |
| 1971        | Демонът на империята (тв сериал)                 | 10     |                    | Осман ага                                                                |
| 1970        | Четиримата от вагона                             |        |                    |                                                                          |
| 1970        | Цитаделата отговори                              |        |                    | сътрудник на МВР                                                         |
| 1969, 1971  | На всеки километър (тв сериал)                   | 26     |                    | 55-и офицер лейтенант Ханс Титке                                         |
| 1969        | Признание                                        |        |                    | бригадирът Иван                                                          |
| 1969        | Скорпион срещу Дъга                              |        |                    | Борето, милиционер, братовчед на Сандо                                   |
| 1968        | Гибелта на Александър Велики                     |        |                    | Гошмата                                                                  |
| 1967        | Последният войвода                               |        |                    | полицай                                                                  |
| 1967        | Най-дългата нощ                                  |        |                    | полковникът                                                              |
| 1967        | С пагоните на дявола (тв сериал)                 | 5      |                    | Шмельов (в 1 серия: II)                                                  |
| 1965 – 1974 | Произшествия на сляпата улица (тв сериал)        | 6      |                    | двойникът (добър и лош) (в V серия)                                      |
| 1958        | Любимец №13                                      |        |                    | футболист                                                                |
| 1958        | На малкия остров                                 |        |                    | войникът Гошко                                                           |
| ?           | Ако би мирно седяло, не би чудо видяло           |        |                    | Петко Славейков                                                          |
| ?           | Изборът                                          |        |                    |                                                                          |
| ?           | Братът на бай Ганя Балкански                     |        |                    |                                                                          |